# 伊犁路2号
伊犁路2号（又称虹桥疗养院）位于中華人民共和國上海市长宁区伊犁路2号，建于1934年6月，用地2.09公顷，有主楼共4层和一副楼为1层，设计者为中國第一代建筑师奚福泉，建设方为安记营造厂，1934年6月17日，上海市长吴铁城来到现场剪彩，原名肺结核疗养院，后称虹桥疗养院，淞沪会战爆发後，1938年虹桥疗养院迁出到上海法租界霞飞路（今徐汇中心医院5号楼）。該建築曾作中国福利会托儿所、上海船舶制造学校，现为上海市血液中心一部分。已列为上海市优秀历史建筑。